# Paya Bunot
Paya Bunot is een bestuurslaag in het regentschap Bireuen van de provincie Atjeh, Indonesië. Paya Bunot telt 300 inwoners (volkstelling 2010).